# Monterka
Monterka (tyt. oryg. Montatorja) – albański film krótkometrażowy z roku 1970 w reżyserii Muharrema Fejzo.

## Opis fabuły
Hena jest młodą kobietą pracującą jako monterka przy jednej z wielkich inwestycji, realizowanych w latach 60. Podczas pracy w warsztacie poznaje Agima i zakochuje się w nim. Agim nie może przestać myśleć o Henie, odkąd zobaczył ją po raz pierwszy – kiedy ubrana w stary waciak i zapaskę wsiadała z grupą koleżanek na ciężarówkę. Agim okazuje się właściwym partnerem dla Heny – odtąd wielka inwestycja staje się ich wspólnym marzeniem, co skłania ich do jeszcze wydajniejszej pracy.  
Film realizowano w jednym z kombinatów w Korczy.

## Obsada
- Fatbardha Cani jako Hena
- Vangjush Furxhi jako spawacz Agim
- Vera Grabocka jako przyjaciółka Heny
- Pandi Raidhi jako kierownik budowy
- Minella Borova jako spawacz
- Petrika Riza jako spawacz
- Jani Riza jako spawacz
- Sotiraq Çili jako brygadzista na budowie